# بنیادگرایی
بنیادگرایی یا فاندامنتالیسم (به انگلیسی: Fundamentalism) به‌طور جوهری به معنای محور قرار دادن مفاهیم حداکثری دین یا یک ایدئولوژی در تمام شئون اندیشه و سبک زندگی است. در مطالعه همسنجشی ادیان، منظور از بنیادگرایی چندین برداشت متفاوت از تفکّر و عمل دینی است، از طریق تفسیر تحت‌الّفظی متون دینی همانند انجیل یا قرآن و همین‌طور گاهی نهضت‌های ضدمدرنیست در ادیان گوناگون است.
بسته به زمینه، برچسب «بنیادگرایی» می‌تواند یک توصیف تحقیرآمیز باشد نه یک خصلت خنثی، مشابه روش‌هایی که دیدگاه‌های سیاسی را «راست» یا «چپ» می‌نامند می‌تواند دلالت منفی داشته باشد.
بنیادگرایی یک پدیدهٔ تاریخی است، که صفت بارز آن مقاوت بر سر اصول در قلب فرهنگ است، حتی در جایی که ممکن است فرهنگ به ظاهر تحت تأثیر دین پیروان آن فرهنگ باشد. این اصطلاح همچنین می‌تواند به‌طور خاص به این باور شخص گفته شود که فهم او از متون دین، علیٰ رغم هر امر دیگر و مدّعیّات دانشمندان در مورد تناقضات احتمالی، بدون اشتباه و در طول تاریخ همواره درست بوده‌است.

## نکات کلّی
بنیادگرایی، آن گونه که امروزه به کار برده می‌شود، صرفاً یک اصطلاح تازه به وجود آمده‌است که تا حدّ زیادی به بافت‌های تاریخی و فرهنگی پروتستانیسم (به عنوان مثال جدال بین بنیادگرایان و نوگرایان در کلیسای پرسبای‌ترین) در سال‌های دههٔ ۱۹۲۰ ایالات متحدّه مرتبط می‌شود. از آن زمان به بعد این اصطلاح به کشورهای دیگر 'صادر' شده و در مورد ادیان مختلفی از جمله بودائیسم، یهودیت و اسلام به کار برده شده‌است. نباید بنیادگرایی را با نهضت احیاگران که قدمت خیلی بیش‌تری دارد و صرفاً خاصّ آمریکای قرن بیستم نیست، اشتباه بگیریم.
این واژه برای بار نخست در جنبشی اعتراضی، علیه گرایش‌های «عصری سازی» در درون شاخهٔ پروتستانیسم ایالات متحدهٔ آمریکا در اواسط سدهٔ ۱۹ میلادی به کار رفت. واژهٔ بنیادگرایی به وسیلهٔ سلسله مقالاتی که در آغاز سدهٔ ۱۹ در آمریکا تحت عنوان «The Fundamentals of Truth» (بنیادهای حقیقت) نشر گردید، پدیدار شد و ضدّ یزدان‌شناسی نوین بود.
بسیاری از گروهایی که از آن‌ها به عنوان بنیادگرا یاد می‌شود غالباً به خاطر معانی ضمنی منفی‌ای که این اصطلاح دارد و همین‌طور به دلیل این که آن‌ها را با بعضی گروه‌های مخالف در یک دسته قرار می‌دهد، نمی‌خواهند این اصطلاح در مورد آن‌ها به کار برده شود.

## پدیده بنیادگرایی
اگرچه اصطلاح بنیادگرایی در کاربرد عمومی شاید به صورت طعنه آمیز در مورد یک گروه ایدئولوژیک افراطی، یا جنبش‌های نژادی افراط‌گرا که انگیزه‌های به ظاهر مذهبی دارند به کار برده می‌شود، این اصطلاح در واقع معنی دقیق تری دارد. واژه «بنیادگرایی» به معنی بازگشت به اصولی است که معرف یا اساس یک ایدئولوژی است. این اصطلاح به‌طور خاص به هر گروه بسته ایدئولوژیک گفته می‌شود که حاضر نیست با گروه ایدئولوژیک بزرگتری که خود از درون آن برخاسته ادغام شود، بر این اساس که اصول بنیادینی که گروه ایدئولوژیک بزرگتر بر اساس آن پایه‌گذاری شده فاسد شده یا جای خود را به اصول دیگری که مخالف ماهیت آن هستند داده‌است.
این شکل‌گیری هویت متمایز بر این اساس الزامی تلقی می‌شود که جامعه دینی این توان را از دست داده که خود را مذهبی معرفی کند. اصول بنیادین «دین به خاطر غفلت کنار گذاشته شده، و به واسطه سازش و بی‌توجهی از بین رفته، به گونه‌ای که از دید گروه جدایی طلب بنیادگرا تعریفی که جامعه عموماً مذهبی از خود دارد کامل بیگانه و اساساً مخالف ذات دین آن جامعه‌است.»؛ بنابراین جنبش‌های بنیادگرا بر همان اصول مذهبی گروه بزرگتر بنیان نهاده می‌شوند، اما بنیادگرایان با خودآگاهی بیشتر تلاش می‌کنند رویکردی را در مورد دنیای مدرن ایجاد کنند که بر پایه وفاداری شدید به آن اصول استوار است، تا شفافیت هر دو مسئله دین و زندگی را حفظ کند.
این اصطلاح خود از نام چهار جلد کتاب که تحت عنوان اصول بنیادین در سال ۱۹۹۰ منتشر شد گرفته شده‌است. این کتاب‌ها از سوی انستیتوی انجیل لوس آنجلس؛ که اکنون دانشگاه بایولا نام دارد، منتشر شده و توسط آر.ای. توری که. یک کشیش وابسته به انستیتوی انجیل مودی در شیکاگو بود ویرایش شده‌است. در ابتدا این پروژه توسط لایمان استوارت و با کمک کمپانی نفت یونین کالیفرنیا (که اکنون به یونوکال معروف است) و همکاری انستیتوی انجیل لوس آنجلس پایه‌گذاری شد. این کتاب‌ها انتشار مجدد مجموعه مقالاتی بودند که از طریق نامه برای هر کشیش در ایالات متحده ارسال می‌شد. به این کتاب‌ها اصول بنیادین گفته می‌شد چراکه از تمامی مسیحیان می‌خواست که اصول بنیادین خاص نظیر بکرزایی و قیام جسمانی عیسی را قلباً تأیید کنند. این مجموعه مقالات معرف جدال بنایدگرایان و نوگرایان" بود که در اواخر قرن ۱۹ در درون کلیسای پروتستان ایالات متحده به‌وجود آمد و با همان آب و تاب در سال‌های دهه ۱۹۰ ادامه یافت.
الگوی ستیز بین مسیحیت بنیادگرا/بنیادگرایان و مسیحیت نوگرا/نوگرایان در شاخه مسیحی پروتستان نمونه‌های مشابه و موازی قابل توجهی در دیگر جوامع دینی دارد، و به‌کارگیری اصطلاح «بنیادگرایی» برای توصیف این جنبه‌های مشابه در دیگر جنبش‌های مذهبی مختلف باعث شده که معنی آن از یک اصلاح که صرفاً برای توصیف خود یا تحقیر دیگران به کار می‌رود فراتر برود؛ بنابراین بنیادگرایی جنبشی است که پیروانش از طریق آن تلاش می‌کنند هویت دینی را از حل شدن در فرهنگ غربی سازی/غربی مدرن نجات دهند، فرهنگی که از دید جامعه بسته بنیادگرایان این ذوب شدن در آن پیشرفت برگشت‌ناپذیری در جامعه گسترده‌تر دینی داشته، و همین اعلام یک هویت متمایز بر پایه اصول بنیادین یا اساسی دین را الزامی‌کرده‌است.
بنیادگرایان بر این باورند که آرمان آن‌ها اهمیت حیاتی و حتی جهانی دارد آن‌ها خود را به عنوان کسانی می‌بینند که نه تنها از یک دکترین متمایز، بلکه همچنین از یک اصل حیاتی، و یک شیوهٔ زندگی و رستگاری محافظت می‌کنند. جامعه‌ای که تماماً بر یک رویکرد دینی واضح و خاص از زندگی در تمامی جنبه‌های خود تمرکز کرده‌است، وعده جنبش‌های بنیادگرا است، و از این رو برای آن دسته از پیروان دین که اندکی تمایز می‌بینند، یا در هویت دینی پیشین آن‌ها کاملاً حیاتی است، جذاب و پراهمیت است.
این «دیوار نیکی» بنیادگرایان، که از هویت آن‌ها محافظت می‌کند، نه تنها علیه ادیان بیگانه، بلکه همچنین علیه نسخه‌های مدرن شده، سازش‌گر، و سطحی دین بنا شده‌است. در مسیحیت، بنیادگرایان پروتستان‌های «دوباره تولدیافته» و «انجیل باور»، هستند در مقابل پروتستان‌های «اصلی»، «لیبرال» و «نوگرا»، که نمایندهٔ «مسیحیت کلیسایی» هستند؛ در اسلام این‌ها «جماعت» (در زبان عربی: گروه‌های مذهبی با معنی ضمنی دوستی نزدیک) هستند که آگاهانه درگیر «جهاد» [=تلاش] علیه فرهنگ غربی هستند که اسلام واقعی و طریقهٔ زندگی مبتنی بر «شریعت» الهی را سرکوب می‌کند؛ و در یهودیت این‌ها یهودیان پیرو «یهودیت فرا درستگرا/ هاردی» به عبارت دیگر یهودیان پیرو «حقیقت تورات» هستند؛ در هندویسم و دیگر ادیان جهان نیز مشابه این گروه‌ها وجود دارد. این گروه‌ها تأکید می‌کنند که مرز آشکاری بین آن‌ها و پیروان دیگر ادیان، و نهایتاً بین دیدگاه «مقدس» از زندگی و دنیای «سکولار» و «دین ظاهری» وجود دارد. بنیادگرایان در تلاش برای اینکه منتقدان را قانع کنند که از نسخه واقعی دین‌شان پیروی نمی‌کنند آنان را به جامعه بزرگتر دین‌شان هدایت می‌کنند و بیشتر نودینان را از همین جامعه می‌گیرند.
بسیاری از محققان بر این باورند که بیشتر اشکال بنیادگرایی از خصوصیات مشابهی برخوردارند این مخصوصاً زمانی آشکار می‌شود که مدرنیت، سکولاریسم یا یک دیدگاه بی‌خدایانه به عنوان هنجار پذیرفته شود، هنجاری که بر اساس آن این‌گونه‌های سنتگرایی یا فراطبیعت گرایی مورد مقایسه و ارزیابی قرار می‌گیرند. پیتر هاف از چنین دیدگاهی در ژورنال بین‌المللی در بار صلح جهانی می‌نویسد:
به عقیده آنتوان، بنیادگرایان در بوداییسم، مسیحیت، و اسلام، علی‌رغم تفاوت‌های اعتقادی و عملی، به واسطه یک جهان بینی مشترک متحد می‌شوند که زندگی را تماماً در اختیار مقدسات قرار می‌دهد، اینان از ویژگی مشترک برخوردارند که خود را از طریق خشم علیه سرعت گسترش سکولاریسم مدرن نشان می‌دهد. «،»

## اعتراضات در مورد استفاده از این اصطلاح
بنیادگرایان مسیحی، که هنگام به کار بردن این اصطلاح در مورد آن‌ها عموماً آن را مثبت می‌دانند، غالباً نسبت به قراردادن آن‌ها با گروه‌های اسلامی در یک مقوله واحد اعتراض می‌کنند. آن‌ها احساس می‌کنند که خصوصیاتی که بر تعریف جدید استوارند به اشتباه از سوی منتقدان به بنیادگرایان مسیحی نسبت داده می‌شود. با این حال هنگامی اصطلاح بنیادگرا صرفاً برای توصیف گروه‌های مسیحی به کار می‌رود اعتراضی نیست، اعتراضات نسبت به اصطلاح بنیادگرایان مسلمان از شدت خیلی کمتری برخوردار است. این اصطلاح همچنین در مورد آندسته از مسیحیان پروتستان که مخالف کاتولیسیزم هستند بکار رفته‌است.
بسیاری از مسلمانان نسبت به بکاربردن این اصطلاح در مورد گره‌های اسلامگرا شدیداً اعتراض دارند، چراکه همه مسلمانان به بی خطایی مطلق قرآن ایمان دارند، و نویسندگان غربی از اصطلاح بنیادگرا تنها در مورد گروه‌های افراط گرا استفاده می‌کنند. به علاوه، بسیاری از مسلمانان شدیداً مخالف این هستند که با بنیادگرایان مسیحی که دینشان از دید آن‌ها نادرست است در یک گروه قرار داده شوند. گروه‌های اسلامگرا، برعکس گروه‌های بنیادگرای مسیحی، اصطلاح بنیادگرا را در مورد خود بکار نمی‌برند. با این حال، در دنیای اسلام، وهابیها کاملاً بنیادگرا تلقی می‌شوند؛ گروه‌های شیعه که در دنیای غرب بنیادگرا محسوب می‌شوند در جهان اسلام اینگونه تلقی نمی‌شوند.
آسوشیتد پرس در کتاب AP Stylebook توصیه می‌کند که اصطلاح بنیادگرا در مورد گروه‌هایی که آن را در مورد خود قبول ندارند به کار برده نشود. این در کل به این معنی است که بعضی گروه‌های مسیحی را می‌توان بنیادگرا خواند، اما در مورد گروه‌های اسلامگرا این صدق نمی‌کند. با این حال، خبر نویسان در سطح جهانی از این توصیه پیروی نمی‌کنند.

## اعتقادات پایه بنیادگرایان دینی
از دید بنیادگرایان دینی، کتاب مقدس کلام موثق و مستقیم خداوند تلقی می‌شود. باورهای بنیادگرایانه بر این دو اصل که خدا اراده خود را دقیقاً برای پیامبرانش بیان کرده، و اینکه پیروان نمونه ثبت شده قابل اعتماد و کاملی از آن وحی را در اختیار دارند استوار است.
از آنجایی که کتاب مقدس کلام خدا تلقی می‌شود، بنیادگرایان بر این باورند که هیچ انسانی حق تغییر دادن یا مخالفت با آن را ندارد. با این حال در درون آن نیز، تفاوت‌های زیادی بین بنیادگرایان مختلف وجود دارد به عنوان مثال، بنیادگرایان مسیحی قلباً به آزادی اراده معتقدند، یعنی هر انسانی آزاد است که تصمیمات دلخواهش را بگیرد، اما مسوول عواقب آن نیز خواهد بود جذابیت ایب دیدگاه در سادگی آن است: هر کسی می‌تواند آنچه را که دوست دارد و تا جایی که توانایی دارد انجام دهد، اما خداوند آنهایی را که بدون ندامت («تصمیم بر دوری از گناه») نافرمانی می‌کنند به پای میز عدالت می‌کشد. این امر در فرمانهای مسیح در کتاب عهد جدید در مورد اشکال انتقام به روشنی توضیح داده شده (خداوند خود می‌گوید، انتقام از آن من است). اعتقاد یهودیان نیز به همی صورت است، منتها آن‌ها معتقد نیستند که انتقام گرفتن گناه است. تأکید بنیادگرایان بر پیروی مطلق از قوانین دینی ممکن است به نوعی اتهام (قانونمندی افراطی دینی/قانونمندی افراطی در کنار تمایزگرایی در تفسیر باورهای فراطبیعتی منجر شود.

### بنیادگرایی مسیحی
بنیادگرایان مسیحی در برابر سایر مسیحیان خود را مسیحی حقیقی می‌پندارند و مسیحیانی را که با آن‌ها هم‌نظر نیستند خطرناک‌تر از سکولاریسم می‌شمارند و از آن‌ها فاصله می‌گیرند. بنیادگرایی مسیحی در شکل‌های بنیادگرایی پروتستانی (کلیسای انجیلی)، کاتولیک و ارتدکس (کلیسای متعصب شرق) و مارمونیسم پدیدار گردیده‌است.
بنیادگرایان مسیح در تعریف خود می‌گویند، کتاب آنها، ترکیبی از انجیل عبری و عهد جدید، است و ه دو کاتب بدون خطا و در طول تاریخ همواره درست هستند. عهد جدید نشان دهنده پیمان جدیدی بین خداوند و انسان‌ها ست، که با توجه به برنامه رستگاری بخش خداوند باید عهد قدیم را به جای بیاورد. بر پایه این اعتماد به کتاب مقدس، بسیاری از مسیحیان بنیادگرا محتوای کتاب مقدس را واژه به واژه درست می‌داند.
باید توجه داشت که بین لفظ گرایان «و» بنیادگرایان" در جامعه مسیحیت تفاوت وجود دارد. لفظ گرایان همانگونه که از نام آن‌ها پیداست معتقدند که انجیل را باید در تمامی بخش‌ها تحت‌الفظی تفسیر کرد. انجیل‌های که به زبان انگلیسی هستند معمولاً خود ترجمه هستند و از اینرو برگردان لفظ به لفظ متون اصلی نیستند؛ نسخه کینگ جیمز یک استثنا است. در این نسخه در عین حال که بافت شعری دارد از زبان مستتر و مرموز نیز استفاده شده‌است همچنین لفظ گرای می‌تواند تنها دربرگیرنده باور به یک ترجمه خاص از انجیل باشد. عمولا نسخه KJV برای استفاده دارای اعتبار است.
از طرف دیگر، بسیاری از بنیادگرایان مسیحی غالباً گرایش به این عقیده دارند که انجیل باید تنها در جاهایی تحت‌الفظی تفسیر شود که دلیلی برای عکس آن وجود نداشته باشد. همانگونه که ویلیام جنینگز برایان، در پاسخ به پرسش‌های کلارنس دارو در جریان محاکمه جان تی اسکوپز در سال (۱۹۲۵) می‌گوید:ه
من بر این باورم که هر چیزی در انجیل باید همانگونه که در آن ذکر شده پذیرفته شود؛ بخشی از انجیل به روشنی بیان شده‌است. به عنوان مثال: آنجا که می‌گوید 'شما نمک زمین هستید.' من اصرار نمی‌کنم که انسان در اصل نمک بوده‌است، یا گوشت او از نمک بوده‌است، بلکه در معنی نمک به عنوان نجات بندگان خدا به کار می‌رود.ه
با وجود این، آن‌ها عموماً معتقد هستند که این وظیفه کلیسا است که متن کتب مقدس را تا جایی که ممکن است بفهمد، به آنچه می‌گوید ایمان داشته باشد و بر اساس آن عمل کند. هنوز تمایل به تفسیر تحت‌الفظی از انجیل مورد انتقاد دانشمندان پروتستان اصلی و دیگران است   ..
به گفته لایونل کاپلان، که گویا کارشناس بنیادگرایی دینی است،
در جامعه پروتستان ایالات متحده، بنیادگرایی در پاسخ به گرایش لیبرال‌ها برای آوردن مسیحیت به جهان پساداروینی از طریق مطرح کردن صحت علمی و تاریخی کتاب مقدس نمود پیدا کرد. سرانجام نظریه تلخ تکامل تدریجی به سوسیالیزم، و در جریان جنگ جهانی اول، به کمونیسم ربط داده شد. این تثلیث نامقدس به عنوان تک تهدید سهمناک و خداانکار برای آمریکای مسیحی تلقی می‌شد… بروس در [فصل ۹ کاپلان سال ۱۹۷۸] پیشنهاد می‌کند که برای درک موفقیت اکثریت اخلاقی، که ائتلاف بین نیروهای محافظه کار راست جدید و شاخه‌های بنیادگرا در کلیساهای عمدتاً تعمیدگرای جنوب بود، ما باید این ترسها، و تأثیر مجموعه‌ای تغییرات ناخوشایند - در دیدگاه‌ها دربارهٔ 'اخلاق'، خانواده، حقوق مدنی و زنان، و غیره - که به دنبال تحولات اقتصادی بعد از جنگ جهانی دوم، به ویژه در دنیای اجتماعی و فرهنگی سابقاً عایق شده جنوب آمریکا نفوذ کرد، ارج بنهیم
اصطلاح بنیادگرا به لحاظ تاریخی به ویژه به اعضای دسته‌های متعددی از پروتستان گفته می‌شده که از پنج «اصل بنیادین» پیروی می‌کردند، و نه بنیادگرایانی که یک گروه مستقل را تشکیل می‌دادند. این جنبش گسترده‌تر مسیحیت بنیادگرا از آن زمان تاکنون به جنبش‌های متعددی تقسیم شده که اصطلاحات دیگر بهتر آن‌ها را توصیف می‌کند. از جمله «بنیادگرایان» اولیه عبارتند از جی. گریشام ماخن و بی.بی. وارفیلد، یعنی. کسانی که امروز "بنیادگراً محسوب نمی‌شوند
به مرور زمان این اصطلاح به شاخه خاصی از پروتستانیسم اوانجلیکا، نسبت داده شد، که خود را با رویکرد جدایی گرا خود در مورد مدرنیت، در مورد جنبه‌هایی از فرهنگ که آن‌ها احساس می‌کنند نمونه دنیای مدرن ازست، و نیز در مورد دیگر مسیحیانی که به طریق متفاوت دیگری خود را جدا می‌دانستند، متمایز کرده بودند. نمونه چیزهایی که از دید بنیادگرایان دوری از آن‌ها حائز اهمیت بود عبارت بودند از ترجمه‌های مدرن انجیل، نوشیدنی‌های الکلی یا داروهای سکرآور، تنباکو، موسیقی مردمی مدرن از جمله موسیقی معاصر مسیحی، استفاده از آلات موسیقی مردمی در عبادت، رقص، «آبتنی مختلط» (شنای زن و مرد با هم)، و لباس‌ها و مدل‌های موی مشترک در بین زن و مرد. شاید از دید کسی که خارج از این فرقه‌ها است چنین چیزهای بی‌خطر باشد، اما از دید بعضی بنیادگرایان این‌ها مظهر اصلی یک خطر هستند که شیوه زندگی پرهیزکارانه و شکل پاکتر اعتقاد را که آن‌ها برای حفظ آن تلاش می‌کنند و می‌خواهند به عنوان یک الگو به جهانیان معرفی کنند، شدیداً تهدید می‌کند. بسیاری از بنیاد گرایان تنها ترجمه کینگ جیمز از انجیل و ابزارهای مطالعاتی مبتنی بر آن، همانند انجیل مرجع اسکوفیلد را قبول دارند.
به خاطر گسترش آخرت‌شناسی توزیعی، بعضی از بنیادگرایان شدیداً از ملت کنونی اسرائیل حمایت می‌کنند، براساس این باور که یهودیان موازی با کلیساهای کاتولیک از اهمیت بالایی برای اهداف خداوند برخوردارند، و نقش ویژه‌ای در پایان جهان دارند.
اصطلاح «بنیادگراً، را به سختی می‌توان به‌طور شفاف بکار برد، به ویژه اگر آن را در مورد گروه‌های خارج از ایلات متحده، که عموماً خیلی کمتر متعصب و کوته فکر هستند، به کار ببریم. بسیاری از بنیادگرایان جری فالولرا در دسته خود قرار می‌دهند، اما پات رابرتسون را به خاطر حمایت وی از آموزه‌های کاریزماتیک به عنوان بنیادگرا قبول ندارند. نهادهای بنیادگرا عبارتند از دانشگاه مسیحی پنساکولا، و دانشگاه باب جونز، اما مدارس سابقاً بنیادگرا مانند مدرسه دینی فولر و دانشگاه بایولا دیگر خود را بنیادگرا توصیف نمی‌کنند، اگرچه در معنای وسیعتری که در این مقاله تعریف شده آن‌ها به لحاظ دیدگاه بنیادگرا (یا به عبارت بهتر،»اوانجلیکال «هستند (طلایه دار دانشگاه بایولا انستیتوی انجیل لس آنجلس- تحت حمایت لایمان استوارت پایه‌گذاری شد، و برادر وی میلتون سرمایه لازم برای انتشار یک سری ۱۲ جلدی که مجموعاً تحت عنوان» اصول بنیادین" بین سال‌های ۱۹۰۹ و ۱۹۲۰ منتشر شد تأمین کرد،
بنیادگرایی در معنای وسیعتر کلمه در درون جامع مسیحی به بعضی گروه‌های کاتولیک و همین‌طور برخی گروه‌های پروتستان نسبت داده شده‌است. به‌طور بحث‌برانگیزی ویژگی‌های بنیادگرایان در بعضی چارچوب‌های رهبانی یا دینی کاتولیک، در گذشته یا حال حاضر، به اندازه کافی مورد بحث قرار نگرفته‌است. اعضای گروه کاتولیک، اوپوس دئی، اصرار دارند که آن‌ها فاقد خصوصیت بنیادگرایی و دیگر ویژگی‌هایی هستند که غالباً به فرقه‌ها و گروه‌های افراطی نسبت داده می‌شود. آن‌ها می‌افزایند که اگر دیدگاه آن‌ها را می‌توان بنیادگرایانه نامید، پس این لقب را می‌توان به بسیاری گروه‌های دیگر در بین مسیحیان کاتولیک و پروتستان نسبت داد (به عنوان مثال، کلیسای کاتولیک به گناه محض بودن همجنس‌گرایی معتقد نیست، باوری که از دید بسیاری از کلیساهای پروتستان تا حد زیادی سهل‌گیرانه است. منتقدان آن‌ها به آسانی این مسئله را قبول می‌کنند و آن را بسط می‌دهد: منتقدانی همانند رودریک هیندری می‌افزایند، بنیادگرایی در سطح گسترده‌تری نسبت به آنچه قبلاً تصور می‌شد وجود دارد، اعمال مثبت و منفی بنیادگرایانه‌ای که اخیراً در فرقه‌های دینی جدید شکل گرفته‌اند به تازگی و آشکارا در بین گروه‌های سنتی بزرگتر در حال افزایش است به اختصار، ویژگی‌های بنیادگرایان تا حد زیادی وجود خصوصیات بنیادگرایانه در بافت‌های اجتماعی گسترده‌تر و سنتی تر را آشکار کرده‌است. بحث و بررسی بیشتر می‌تواند آشکار سازد که بنیادگرایی تا چه حد در بین سنن دینی عمده تر ریشه دوانده یا بی تأثیر بوده‌است.

### بنیادگرایی پروتستانی
این بنیادگرایی در امر یکا به ظهور رسید. اندیشه‌های آن‌ها در کتاب ۱۰ جلدی ایکه زیر عنوان The Fundamentals.
(بنیادها) در بین ساهای ۱۹۱۰ تا ۱۹۱۵ به‌وسیلهٔ دو برادر سرمایه‌دار نشر گردید، بازتاب یافت. درین کتاب متن‌هایی گنجانیده شده که در آغاز سدهٔ بیست به‌وسیله یزدان شناسان محافظه کار کلیسای انجیلی نوشته شده بود.

### بنیادگرایی بودایی
معمولاً پهنای معنوی دین بودایی با بنیادگرایی سازگار نیست. با آنکه در این دین نیز گرایشی در سمت انشعاب دیده می‌شود اما در کل، انسان‌ها از دیدگاه این دین می‌توانند مفاهمه کنند و در برابر یکدیگر آشتی‌پذیر باشند. بنیادگرایان این دین در بین محافظه کاران غربی ظهور کرده‌اند.
بخشی از پیروان مکتب نیچیرن مانند جنبش سوکا گاکای در ژاپن از ردیف آنهاست.

### بنیادگرایی یهودی
طرفداران بیشتر فرقه‌های یهودی بر این باورند که تنخ (کتاب مقدس یهودیان) را نمی‌توان تحت‌الفظی یا مستقل فهمید، بلکه لازم است آن را در کنار متون دیگری که به تورات شفاهی معروف است تفسیر کرد؛ این متون دیگر در میشنا، تلمود، گمارا و میدراش گنجانده شده‌است. در حالی که تنخ به صورت تحت‌الفظی تفسیر نمی‌شود، یهودیت ارتدکس به خود متن به عنوان کتابی آسمانی و بی خطا که ذاتاً بدون تغییر منتقل شده نگاه نمی‌کند، و اهمیت زیادی به کلمات و حروف خاص تورات می‌دهد. همچنین پیروان یهودیت ارتدکس، به ویژه یهودیت حریدی، بر این باورند که میشنا، تلمود و میدراش اگر به لحاظ جمله‌بندی و انتخاب کلمات آسمانی و بی خطا نباشد از لحاظ محتوا و معنی آسمانی و بی خطا است. یهودیان حسیدی غالباً این بی خطایی را به تفسیر خاخام خود از منابع سنتی حقیقت نسبت می‌دهند. از طرف دیگر یهودیان قرائی به گفته خودشان فرقه‌ای از یهودیت هستند که اعتبار سنت مابعد کتاب مقدس را که در تلمود و آثار خاخامی بعدی گنجانده شده به رسمیت نمی‌شناسند.

### بنیادگرایی اسلامی
بنیادگرایی اسلامی به معنای پایبندی بر اصول بنیادین اسلام است. پیشینهٔ بنیادگرایی اسلامی به سید جمال الدین اسدآبادی و پس از آن جنبش اخوان المسلمین مصر به‌وسیله حسن البنا و سیدقطب و محمد قطب و دیگران که در آنزمان به‌وسیله حکام مصر شدیداً سرکوب شدند، بازمی‌گردد، که بیش‌تر شکل مبارزه با استعمار را داشت.
برداشتی که امروزه بیش‌تر در جوامع مسلمان رواج دارد، باورهای مسلمانان سنتی‌ای را شامل می‌شود که خود را به تفسیرهای تحت‌الفظی از متون مقدسشان، قرآن و حدیث محدود می‌کنند. این دیدگاه ممکن است توصیف‌کننده دیدگاه‌های دینی خاص افراد باشد و هیچ ارتباطی با گروه‌های بزرگتر اجتماعی نداشته باشد. این دیدگاه توصیف‌کننده جنبش‌های مذهبی و احزاب سیاسی متعدد در جوامع مسلمان است.
برداشتی که در غرب از «بنیادگرایی اسلامی» وجود دارد برای توصیف افراد و گروه‌های مسلمانی به کار می‌رود که از اسلامگرایی، یعنی یک ایدئولوژی سیاسی که خواستار جایگزینی قوانین سکولار دولتی با قوانین اسلامی است حمایت می‌کنند. نمونه «رادیکال» این اسلامگرایان ممکن است از سرنگون کردن خشونت‌آمیز دولت‌های سکولار، یا حتی تروریسم اسلامی حمایت کند.
جمعیت انقلابی زنان افغانستان (راوا) بنیادگرایی اسلامی در افغانستان را چنین تعریف کرده‌است: «از نظر ما بنیادگرایی اسلامی صاف و ساده عبارتست از: وابستگی به قدرت‌های خارجی + ارتجاع + تروریسم + جهالت + زن ستیزی + ضد دموکراسی + هروئین سالاری»
روزنامه انگلیسی ایندیپندنت در مقاله‌ای بقلم کاترین براون از استاتید پژوهش‌های اسلامی در دانشگاه بیرمنگام می‌نویسد: بنیادگرایان به همین صورت فعلی از مادر زاده نشده‌اند بلکه عوامل زیادی از جمله آسیب‌هایی که دیده‌اند یا تبعیض‌هایی که در مورد آن‌ها اعمال شده در ایجاد این تفکر در آن‌ها تأثیر داشته‌است. همچنین شرایط اقتصادی و اجتماعی یا علت‌های دیگری می‌تواند در این سمت‌گیری آن‌ها مؤثر بوده باشد.

### بنیادگرایی مورمنی
بنیادگرایی مورمنی یک جنبش محافظه کارانه از مورمنیسم است که به چیزی باور دارد و عمل می‌کند که پیروانش آن را جنبه‌های بنیادگرایانه مورمنیسم می‌دانند. غالباً، بنیادگرایی مورمنی نشان دهنده نوعی اجتناب از مورمنیسمی است که کلیسای عیسوی قدیسان اخیر (کلیسای ال دی اس) عملاً از آن پیروی می‌کند، و همین‌طور نشان دهنده بازگشت به اصول اعتقادی و عملی ای است که پیروان آن معتقدند کلیسای ال دی اس به اشتباه ترک کرده‌است، مانند ازدواج جمعی، قانون تقدیس، آدم- مورمنیسم، دیه خون، کشیشی پدرسالارانه، عناصر مراسم مورمنی موهبت، و غالباً محروم کردن سیاهان از مقام کشیش مورمن. ه بنیادگرایان مورمن فرقه‌های متعددی تشکیل داده‌اند، که بسیاری از آن‌ها جوامعی کوچک، یکپارچه، و منزوی در مناطق غرب ایالات متحده ایجاد کرده‌اند.

### بنیادگرایی ادیان غیر ابراهیمی
بعضی چنین استدلال می‌کنند که ایده مذهبی بنیادگرایی به «ادیان ابراهیمی» محدود می‌شود، و این پدیده را به‌طور خاصی به ادیان مبتنی بر وحی ربط داده‌اند. با این حال جواب سؤال «بنیادگرا کیست؟» این است که بستگی به دید افراد دارد. غیرعادی نیست اگر عیبجویان لقب "بنیادگراً را به ویکان‌ها یا عملاً به هر چیز دینی دیگری نسبت دهند، یاین بیشتر نشان دهنده یک دیدگاه است تا یک توصیف شخصی از خود یا یک اصل اعتقادی.
فرقه ژاپنی نیچیرن از دین بودیسم، که بر این باورند اشکال و فرقه‌های دیگر بوداییسم رافضی و بدعت گذار هستند، نیز گاهی بنیادگرا خوانده می‌شوند البته، بودیسم نیچیرن تا حدودی از شینتو و عرق شدید ملی‌گرایانه متأثر است که همین باعث می‌شود به معنای واقعی کلمه بنیادگرا تلقی نشود.

### بنیادگرایی غیردینی
برخی هر گونه فلسفه‌ای را که متعصب باشد، دیگران را تحمل نکند و ادعا کند که تنها سرچشمه حقیقیت عینی است، «بنیادگراً می‌دانند، خواه این فلسفه عموماً دین خوانده شود یا نه. به عنوان مثال، هنگامی که آلبانی تحت حاکمیت اینور هاگزها به عنوان یک حکومت خدانکار اعلام موجودیت کرد، شماری آن را به عنوان» الحاد بنیادگرایانه یا به عبارت دقیقتر «بنیادگرایی استالینی تلقی کردند. مردمانی هستند که در تلاش برای زندگی بر اساس نوشته‌های آیان راند از دید عیبجویان در تبلیغ دیدگاه‌های خود احترام به دیگر باورها را زیر پا گذاشته‌اند، به گونه‌ای که آن‌ها به نوعی» بنیادگرای عینیتگرا تلقی می‌شوند، و به‌طور توهین آمیزی از آن‌ها تحت عنوان «راندرویدها» نام برده می‌شود..
گاهی، به نظر می‌رسد که بنیادگرایی نشان دهنده یک ایده پاک است، و به عنوان نوعی وفاداری ضد فرهنگی به یک اصل اعتقادی اصیل، اشرافی، ساده، اما نادیده گرفته شده به کار می‌رود، همانند آنچه که در «بنیادگرایی اقتصادی دیده می‌شود؛ لیکن همین اصطلاح می‌تواند به شیوه‌ای انتقادی به کار برده شود. رودریک هیندری، ابتدا خصوصیات مثبتی را که به بنیادگرایی سیاسی، اقتصادی و غیره نسبت داده می‌شود برمی‌شمرد. برخی از این خصوصیات عبارتند از: اعتبار، هواخواهی و اشتیاق، اهل عمل بودن، و اجتناب از سازش آسان. سپس جنبه‌های منفی مورد بررسی قرار می‌گیرند، همانند دیدگاه‌های روان‌شناختی، که عبارتند از دیدگاه‌های نخبه‌سالار و بدبین، دو در بعضی موارد، ملانقطیبازی.

## تعریف گراوند
امیر علوی گرا دبیر حزب موتلفه اسلامی جوان و یکی از تئوریسین های فعلی بنیادگرایی و خلافتگرایی در فضای سیاسی ایران میان سه مقوله سلفی گری، تجدد خواهی (نو اندیشی دینی) و بنیادگرایی تمایز قائل شده و می گوید نقطه اشتراک بنیادگرایی و سلفیت رجوع یا نگاه به گذشته یا بازگشت به پیشین است به این معنا که هردو بازگشت به عقب و برگرفتن آنچه نازل شده را واجب می دانند و بازگشت به گذشته را بازگشت به سر منشا وحی می دانند
اما سلفیت در همان زمان(چه بسا مکان) می ماند و بی توجه به حالیت، در صدد کشاندن حال به گذشته است که فی الواقع امری محال است.
آنها اسلام را محدود در زمان(چه بسا مکان) می دانند و با عمل خود چنین القا می کنند که اسلام در قرن هفتم میلادی مانده و برای بقای دینی امروز باید در قرن هفتم میلادی ماند درحالی که بنیادگرایی با توجه به لازمان و لامکان بودن دین معتقد است که اسلام در هر برهه که هست تناسب با آن باشد. محل اختلاف بنیادگرایی و سلفیت همان محل اشتراک نو اندیشی دینی است یعنی تناسب و جامعیت و پویایی بنیادگرایی با نگاهی که به تمام زمینه ها از فقط تا مدل حکمرانی دارد سبب می شود که از سلفیت فاصله بگیرد.
بنیادگرایی نیز مثل نو اندیشان اعتقاد دارد که باید احکام با نیاز روز جامعه همخوانی داشته باشد و ظاهر دین درحال تغییر است نسبت به گذشته خود اما با اینحال بنیادگرایی متفاوت از نو اندیشی است بواسطه اشتراکی که با سلفیان دارد و آنهم رجوع یا نگاه به گذشته یا بازگشت به پیشین است که نو اندیشان دینی آنرا مصداق تحجر دانسته و اتفاق امر از آن پرهیز دارند.
نو اندیشان بواسطه آنچه امروز در دست دارند و چه بسا این در دست داشته حدیث غلوآمیز یا استقرائات دور از اصل یا قیاسات یا اجماع به رای علمای فعلی یا... است با یک نتیجه در دست معیوب متعاقبا دست به یک خلق معیوب می زنند که گاها با آنچه در اصل دین است به تضاد می زند
همانگونه که نمی شود با ماندن در زمان اشتباه بدون در نظر گرفتن مسئله تناسب دین و حالیت متوجه شد اسلام چه می گوید، طبیعتا نمی شود بی آنکه حقیقت دین را دانست و اصول را بدست آورد به این سوال که دین چه می گوید پاسخ داد.
مسئله حجاب یکی از اصلی ترین مصادیق این نوع نگرش است. 

## استدلال‌های طرفدار مواضع بنیادگرایان
بنیادگرایان ادعا می‌کنند که همانند پیروان اولیه دین خود از آن پیروی می‌کنند و در پیروی از دین باید اینگونه عمل شود.. به عبارت دیگر، مسیحیان باید مانند همان افرادی که در زمان عیسی او را می‌شناختند و از و پیروی می‌کردند، به دین خود اعتقاد داشته باشند و بدان عمل کنند. یک مسلمان نیز باید به همین صورت همانند پیروان اولیه محمد باشد استدلالهایی از این دست را می‌توان در مورد بیشتر سیستم‌های اعتقاد دینی به کار برد. بنیادگرایان این باور را بر اساس این ایده تفسیر می‌کنند که بنیانگذاران ادیان جهان چیزهای را گفتند و انجام دادند که نوشته نشدند؛ به عبارت دیگر پیروان و شاگردان اولیه آن‌ها چیزهایی را می‌دانستند که ما نمی‌دانیم. از دید مسیحیان بنیادگرا، این ادعا از طریق انجیل یحییتوجیه می‌شود، که با این جمل تمام می‌شود که «چیزهای بسیار دیگری هست که عیسی مسیح انجام داد، که اگر یک به یک نوشته می‌شدند، به عقیده من حتی خود جهان ظرفیت کتاب‌هایی را که نوشته می‌شدند نداشت.» (یحیی ۲۱:۲۵، ان کی جی وی) توجیهات بیشتر از استقبال راکد و کاهنده از گروه‌های لیبرال و اصلاح شده، از رسواییهایی که، به عنوان مثال، کلیسای کاتولیک روم را فرا گرفت، و از دشواری فزاینده تشخیص تمایز بین دیدگاه‌های لیبرال مذهبی و سکولاریستی در مورد مسایلی نظیر همجنس‌گرایی، سقط جنین و فمینیسم / حقوق زنان گرفته می‌شود.

## انتقاد از موضع بنیادگرایان
انتقادات زیادی در مورد موضع بنیادگرایان شده‌است بعضی از عادی‌ترین انتقادات این است که ادعاهای دینی گروه‌های بنیادگرا قابل اثبات نیستند، غیرعقلانی هستند یا آشکارا نادرست و مخالف شواهد علمی هستند. به عنوان مثال، بعضی از این انتقادات که مشهور هم هستند از سوی کلارنس دارو در محاکمه میمون اسکوپز مطرح شده‌است. انتقاد دیگری که مطرح است این است که اظهارت این گروه‌ها ظاهری یکدست و ساده دارد، با این حال در درون هر اجتماع مذهبی، می‌توان در عمل متون متفاوتی از قوانین دینی را یافت که پذیرفته شده؛ و هر متن تفسیرهای متفاوتی دارد؛ و سرانجام اینکه، هر باور بنیادگرایانه‌ای خود به گروه‌های بسیاری که ضد هم هستند تقسیم می‌شود. غالباً دشمنی آن‌ها با همدیگر به همان اندازه دشمنی آن‌ها با دیگر ادیان است. به علاوه، مشاهده شده که چیزی به اسم بنیادگرای مسلمان، یهودی، یا مسیحی وجود ندارد. بلکه بنیادگرایی بنیادگرایان دغدغه اصلی آن‌ها است، و در صدر دیگر ملاحظات فرقه‌ای و ایمانی قرار دارد.
منتقدان ادعا می‌کنند که برای اجرای برنامه بنیادگرایان در عمل، نیاز به درک کامل زبان باستانی متن اصلی است، تازه اگر این امکان وجود داشته باشد که در بین نسخه‌های مختلف، متن اصلی را پیدا کنیم. به علاوه آن‌ها به بنیادگرایان این اتهام را می‌زنند که توان درک این واقعیت را ندارند که سنت توسط انسان‌ها که جایز الخطا هستند منتقل می‌شود. الیوت ان. دورف می‌نویسد: حتی اگر کسی بخواهد از پیام تحت‌الفظی کلام خدا پیروی کند، نیاز اولیه مردم به درک آن کلمات باز مستلزم تفسیرهای انسانی است. از طریق این فرایند جایزالخطا بودن بشر به‌طور اجتناب ناپذیری با معنی کلام آسمانی ترکیب می‌شود. در نتیجه غیرممکن است که از کلام مسلم خداوند پیروی کرد؛ ما تنها می‌توانیم به درک انسانی از خواست خداوند دست یابیم «. (» یک درخ زنده")، دورف، ۱۸۹۹)ه
بیشتر بنیادگرایان به این استدلال اعتنا نمی‌کنند. آن‌هایی که به به این انتقاد پاسخ می‌دهند چنین استدلال می‌کنند که رهبران دینی آن‌ها توسط خداوند هدایت می‌شوند، و از اینرو از خصیصه بی خطایی آسمانی برخوردارند.
بسیاری معتقدند که بنیادگرایی باعث می‌شود که پیروان یک باور دینی بیش از اندازه به رهبران دین خود وابسته شوند. پیروان در چنین دینی معتقدند که رهبر مصون از خطا، یا مجرای ندای الهی است، و می‌تواند آن‌ها را بدون خطا در تفسیر منبع حقیقت هدایت کند. ادیانی که چنین کنترلی بر پیروان خود دارند غالباً ادیان تقلیدی نامیده می‌شوند.
یک انتقاد کلی از بنیادگرایی مبنی بر این ادعا است که بنیادگرایان در مورد آنچه که باور دارند و بدان عمل می‌کنند گزینشی و وسواس عمل می‌کنند. به عنوان مثال، کتاب اگزودوس امر می‌کند که اگر برادر کسی فوت کرد آن شخص باید با بیوه برادر خود ازدواج کند. با این حال بنیادگرایان مسیحی به این اصل اعتقادی پایبند نیستند، علی‌رغم اینکه در عهد جدید مخالف با آن سخنی گفته نشده‌است. اما، مدافعان بنیادگرایی استدلال می‌کنند که بر اساسی الهیات عهد جدید، حد اقل بخش غالب قوانین موسوی، برای مسیحیان امروزی معیار نیستند. آن‌ها ممکن است از بخش‌هایی از عهد جدید نظیر ۲:۱۴ اقتباس کنند که در وصف عیسی مسیح می‌گوید «او اثر بایست‌هایی را که علیه ما بود پاک کرد» (ان کی جی وی). ه دیگر بنیادگرایان استدلال می‌کنند که تنها بخش‌های خاصی از قوانین موسوی، بخش‌هایی که بر اصول اخلاقی جهانی استوار است، در دنیای امروز معیار هستند؛ بنابراین هیچ تناقضی بین محتوای عهد عتیق و اعتقاد آن‌ها به بی خطایی انجیل وجود ندارد. منتقدان در مقابل ادعا می‌کنند که تفسیرهای تحت‌الفظی غیرعقلانی بنیادگرایان از انجیل و دیگر متون دینی الزاماً منجر به دفاع از مواضع متناقض و حتی متظاهر می‌شود..
بنیادگرایان مسیحی غالباً اصرار دارند که انجیل در ادعاهای پیشگویانه مختلف خود بی خطا است. حال آنکه، در کتاب حزقیال، مخصوصاً در حزقیال ۱۴–۲۶:۱ما پیشگویی مربوط به (فتح شهر تایر) را می‌بینیم، در حالی که بر اساس حزقیال ۱۸–۲۹:۲۰به نظر می‌رسد که این فتح دقیقاً آنگونه که پیامبر پیش‌بینی کرده بود روی نداد. این پیشگویی با توجه به تفسیر خود پیشگویی و تفسیر اتفاقات واقعی ای که روی داد مورد بحث‌های پژوهشی زیادی قرار گرفته‌است. در هر حال، واضح است که نابوشادنزار در حقیقت شهر تایر را آنگونه که پیشگویی شده بود فتح کرد، اگرچه غارت و ویرانی جنگ به آن شدت که حزقیال پیشگویی کرده بود نبود، و برخلاف پیشگویی‌ها که مدعی بود شهر هرگز دوباره ساخته نخواهد شد، شهر (در منطقه کنونی سور لبنان) دوباره ساخته شد.
ب خاطر زیر سؤال رفتن صحت تاریخی متون دینی در مقایسه با دیگر منابع تاریخی؛ و همین‌طور به‌واسطه این سؤال که چگونه اسنادی که بعضی معتقدند حاوی تناقضات زیادی است می‌تواند بدون خطا باشد، آموزه‌های بنیادگرایان با انتقاداتی روبرو است.

## زیرساخت‌های معرفت شناختی اصلاح طلبی و اصولگرایی
امروزه برای اصلاح طلبی و نیز اصول گرایی تبیین معرفت شناختی وجود دارد به این معنا که این اعتقاد وجود دارد که دو دستگاه شناختی، موجب این دو رویکرد در حوزه‌های مختلف می‌شود. رویکرد متن گروی و نص گرایی معمولاً به اصولگرایی منجر می‌شود و اما رویکردی که به تحولات علوم بیشتر اهمیت می‌دهد، به اصلاح طبلی روی می‌آورد. تحولات و پرسش‌هایی که از تحمل متن خارج می‌افتد انگیزه‌ای معرفتی یا اجتماعی برای اصلاحات معرفتی، رفتاری و بازتعریف کردن جهان پیرامون می‌شود.

## بنیادگرایان و سیاست
واژه «بنیادگرایی» اصطلاحی است که به لحاظ اخلاقی باردار و وابسته به احساسات است، و غالباً به عنوان یک اصطلاح ننگین، به ویژه در ترکیب با دیگر القاب (همانند اصطلاح بنیادگرایی اسلامی / بنیادگرایان مسلمان «و» بنیادگرایان راستگراً) به کار می‌رود.
غالباً بنیادگرایان دینی، در تمامی ادیان، از لحاظ سیاسی آگاهند. آن‌ها احساس می‌کنند که فرایندهای قانونی و دولتی باید آن شیوه زندگی را که آنان معتقدند از سوی خداوند تجویز و در کتاب مقدس ارائه شده، به رسمیت بشناسد. از دید آن‌ها دولت باید تابع خداوند باشد: البته این باور اساسی بیشتر ادیان است، اگرچه پیروان آن‌ها بر آن اصرار نمی‌ورزند.
بیشتر کشورهای «مسیحی» در فرایند توسعه و رشد خود از یک مرحله مشابه عبور می‌کنند. دولت در بسیاری از کشورهای اسلامی نظیر ایران و عربستان سعودی، اسلامی هستند، و در آن‌ها افرادی هستند که دارای عقاید بنیادگرایانه هستند. غالباً دیده می‌شود که سیاست‌مداران سکولارتر در این کشورها در جنبش‌های مخالف فعالیت می‌کنند.

## قشری‌گری
تحجر یا قشری گری یا جمود دینی دیدگاهی در مقابل خردگرایی است. قشری در اصل به معنای توجه به ظاهر احکام دین است.
منظور از قشری گری، جمود بر ظواهر متون دینی در مقام فهم و جمود بر ظواهر مناسک در مقام عمل است.
قشری‌گری مانع فهم عمق معارف دینی است و به همین دلیل بستری برای رشد کج فهمی و بدعت است.
تحجر انسان را در نقطه تقابل با خدا قرار می‌دهد. این دیدگاه معتقد است که چون خدا حاکم است، پس انسان آزاد عاقل نباید وجود داشته باشد.
استبداد و جمود فکری کلیسا در دوره قرون وسطی موجب دین گریزی و ظهور مکتب‌های جدیدی مثل اومانیسم و لائیسم شد.